# گوستاو فون زیفرتیتس
گوستاو فون زیفرتیتس (آلمانی: Gustav von Seyffertitz؛ ‏ ۴ اوت ۱۸۶۲ – ۲۵ دسامبر ۱۹۴۳) بازیگر و کارگردان اهل آلمان بود. 
از فیلم‌هایی که وی در آن نقش داشته است می‌توان به دیشب را به‌خاطر داری؟، بیل سفیر کبیر،  آقای دیدز به شهر می‌رود، خانم سوئیسی، صفحه نخست، راسپوتین و امپراتریس، ریسمان نقره‌ای، پسر فرانکشتاین، قطار سریع‌السیر شانگهای، در شیکاگوی قدیم، ملکه کریستینا، ماری آنتوانت، بی‌آبرو، شرلوک هولمز، گنجشک، دن خوان، شی، عقاب، زمزمه‌های خفاش، منبع و سیم خاردار اشاره کرد.